# P2 story
P2 story è un film documentario del 1985, diretto da Giuseppe Ferrara.

## Trama
La storia della loggia massonica P2 e dei suoi intrighi, degli agganci internazionali (CIA, Vaticano, Cosa Nostra), dei tentativi di golpe (Golpe Borghese), delle stragi (Piazza Fontana, Piazza della Loggia, Italicus, stazione di Bologna), degli assassinii (Mino Pecorelli, Giorgio Ambrosoli, Roberto Calvi, Carlo Alberto dalla Chiesa, Michele Sindona), degli intrighi (caso Moro, attentato a Giovanni Paolo II, sequestro Cirillo, sparizione di Emanuela Orlandi), delle manovre finanziarie (IOR, Banco Ambrosiano). Sulla base della relazione Anselmi e sulle dichiarazioni dei più importanti membri della Commissione Parlamentare d'inchiesta sulla P2.

## Distribuzione
Una versione lunga del documentario (oltre 4 ore) fu trasmessa dalla RAI nel 1986 in cinque puntate.

### Puntate
- Il golpe strisciante
- L'infiltrazione
- Il ricatto eversivo
- Il terrorismo mafioso
- Lo smascheramento delle Logge